# Chopinzinho
Chopinzinho è un comune del Brasile nello Stato del Paraná, parte della mesoregione del Sudoeste Paranaense e della microregione di Pato Branco.